# 남원종합스포츠타운
남원종합스포츠타운(南原綜合스포츠타운, Namwon Sports Town)은 대한민국 전북특별자치도 남원시에 있는 스포츠 시설이다. 천연잔디 필드와 우레탄 트랙이 갖춰져 있으며, 춘향골체육공원 내에 2002년 11월에 준공되었다. 2023년 4월 7일에 체육 시설 단지 명칭이 '춘향골체육공원'에서 '남원종합스포츠타운'으로 명칭을 변경되면서 주경기장 시설도 '남원공설운동장'에서 '남원종합스포츠타운 주경기장'으로 명칭을 변경되었다.

## 참고 문헌
- 〈남원종합스포츠타운〉. 《디지털남원문화대전》. 한국학중앙연구원.
- 〈남원종합스포츠타운〉. 《한국향토문화전자대전》. 한국학중앙연구원. 2021년 1월 12일에 원본 문서에서 보존된 문서. 2019년 8월 16일에 확인함.
- 〈남원종합스포츠타운〉. 《두피디아》. 두산.
- 《전국 공공체육 시설 현황 (2017년말 기준)》. 대한민국 문화체육관광부. 2019.
- 《2019년 전국 공공체육시설 현황 (2018년말 기준)》. 대한민국 문화체육관광부. 2020.
- 《2023 전국 공공체육시설 현황 (2022년 12월말 기준)》. 대한민국 문화체육관광부. 2024.
- 《2024년 전국 공공체육시설 현황(2023.12.31.기준)》. 대한민국 문화체육관광부. 2025.